# ورکورت
ورکورت (به فرانسوی: Vercourt) یک کمون در فرانسه است که در Canton of Rue واقع شده‌است.

## خصوصیات
ورکورت ۴٫۶۷ کیلومترمربع مساحت و ۱۱۱ نفر جمعیت دارد و ۴ متر بالاتر از سطح دریا واقع شده‌است.